# Urbano Tavares Rodrigues
Urbano Augusto Tavares Rodrigues (* 6. Dezember 1923 in Lissabon; † 9. August 2013 ebenda) war ein portugiesischer Schriftsteller. Als Romancier, Kritiker, Dramatiker, Essayist und Erzähler hat er ein umfangreiches Werk geschaffen. Einige seiner Werke wurden ins Deutsche übersetzt. Sein Engagement gegen die Diktatur des Estado Novo machte ihn zu einem der prominentesten Intellektuellen Portugals der 1950er bis 1970er Jahre.

## Leben
Tavares Rodrigues wurde 1923 als Sohn des Journalisten Urbano Rodrigues geboren. Seine Kindheit verbrachte er im Alentejo. An der Universität Lissabon studierte er Romanistik und promovierte dort auch. Dann ging er nach Frankreich, wo er von 1949 bis 1955 als Professor für Portugiesische Sprache an der Sorbonne in Paris, in Aix-en-Provence und Montpellier tätig war. 1955 kehrte er nach Portugal zurück. In dieser Zeit arbeitete er als Übersetzer und Journalist für die Zeitung Diário de Lisboa. Von 1974 bis 1993 war er als Literaturdozent an der Universität von Lissabon tätig.
Sein erstes Buch, ein Erzählband, erschien 1952. Danach schrieb er auch für viele Zeitschriften und Zeitungen. 1975 war er Abgeordneter der Kommunistischen Partei Portugals (PCP). Er war bis zu deren Tode im Jahr 1998 mit der Schriftstellerin Maria Judite de Carvalho verheiratet.
Wegen seines politischen Engagements gegen die Salazar- und Caetano-Diktatur war er im Gefängnis, weil er sich im Wahlkampfteam für den oppositionellen Präsidentschaftskandidaten General Humberto Delgado engagiert hatte. Auch war er massiv an Studentenprotesten beteiligt. Zeitweilig musste er wegen seines Engagements für die Kommunistische Partei in den Untergrund und lebte in der Tschechoslowakei und Kuba. Durch sein Werk wurde er einer der führenden Intellektuellen Portugals in den 1950er, 1960er und 1970er Jahren, und welches, obwohl kritisch, durch geschickte Camouflage nicht verboten oder zensiert wurde.
Der Schriftsteller hat unzählige Bücher veröffentlicht, zuletzt 2011. Sein erster Roman Bastardos do Sol (Bastarde der Sonne, übers.: Gudrun Hohl, Verlag Neues Leben, Berlin 1978) ist sein bekanntester. Er schrieb vor allem über den Alentejo und die dortigen Lebensbedingungen und das kosmopolitische Lissabon mit seinen Sonnen- und Schattenseiten. Das Theaterstück As Torres Milenárias widmete er Che Guevara. Das Theaterstück ist bei Ufologen und Ufofans sehr beliebt, da es eine Invasion von Außerirdischen auf die Theaterbühne bringt und damit eines der ersten in Portugal war, das dieses Thema literarisch verarbeitete.
Er war Mitglied der Akademie der Wissenschaften von Lissabon und korrespondierendes Mitglied der Academia Brasileira de Letras in Rio de Janeiro (cadeira 3).

## Werke (Auswahl)
- A Porta dos Limites. Erzählungen, 1952.
- Bastardos do Sol. Novelle, 1959. (Deutsch: Bastarde der Sonne. Übers.: Gudrun Hohl, Verlag Neues Leben 1978).
- Os Insubmissos. Roman, 1961.
- As Torres Milenárias. Theater, 1971.
- Desta Água Beberei. Roman, 1979.
- A Vaga de Calor. Roman, 1986. (Deutsch: Die Hitzewelle. Übers.: Curt Meyer-Clason, Altius-Verlag 1997).
- O Adeus à Brisa. Roman, 1998.
- A Flor da Utopia. Essay, 2003

Ein Sammelband mit Novellen in deutscher Übersetzung erschien 1982 unter dem Titel Schwarzer Karneval bei Philipp Reclam in Leipzig.

## Auszeichnungen (Auswahl)
- 1966: Prémio da Impresa Cultural
- 1982: Prémio Aquilino Ribeiro
- 1991: Prémio Fernando Namora